# Mestre (Venècia)
Mestre és una localitat pertanyent al municipi de Venècia, Itàlia. Està situada en terra ferma, enfront de l'illa de Venècia. La població resident al nucli de la llacuna de Venècia és de 70.000 habitants, mentre que al costat dels altres dos nuclis de Mestre i Marghera sobrepassa els 200.000. El centre històric de la Venècia insular viu principalment del turisme, present tot l'any, mentre que Mestre ha crescut gràcies al pol industrial de Marghera. Hi ha un projecte per a separar Mestre de Venècia, creant dos ajuntaments (comuni) diferents, tot i que als quatre referèndums populars celebrats els anys 1979, 1989, 1994 i 2003, els ciutadans s'han expressat en contra de la separació.